# Árvore (Vila do Conde)
Árvore is een plaats (freguesia) in de Portugese gemeente Vila do Conde en telt 4261 inwoners (2001).